# Patricia A. Jacobs
Patricia Ann Jacobs (* 8. Oktober 1934) ist eine britische Genetikerin am Salisbury District Hospital der University of Southampton.

## Leben
Jacobs erwarb am Mount Holyoke College in South Hadley, Massachusetts, einen Master. Ab 1957/1958 arbeitete Jacobs bei Michael Court Brown in der Arbeitsgruppe für klinische Strahlenwirkung am britischen Medical Research Council in Edinburgh, Schottland. 1970 ging sie in die Vereinigten Staaten und hatte ab 1972 eine Professur für Anatomie und Reproduktionsbiologie an der University of Hawaii School of Medicine. Von 1985 bis 1987 leitete sie die Abteilung für Humangenetik in der Kinderheilkunde der Cornell University in der City of Ithaca, New York. 1988 kehrte sie als Leiterin des Wessex Genetics Laboratory Service in Salisbury zurück nach Großbritannien und hat seitdem auch eine Professur für Humangenetik an der University of Southampton inne.

## Wirken
Jacobs beschrieb 1959 als erste eine Chromosomenaberration der Geschlechtschromosomen: das Klinefelter-Syndrom mit dem Karyotyp 47, XXY, das heißt einem zusätzlichen X-Chromosom. Seit dieser Entdeckung gilt das Y-Chromosom als bestimmend für das männliche Geschlecht beim Menschen. In der Folgezeit befasste sich Jacobs mit vielfältigen Fragestellungen der Zytogenetik des Menschen: mit der Häufigkeit, den Ursachen und der Epidemiologie von numerischen Chromosomenaberrationen (zu große oder zu kleine Zahl von Chromosomen); mit dem Phänotyp bei strukturellen Chromosomenaberrationen (insbesondere der Deletion); mit zytogenetischen Ursachen von Fehlgeburten und mit dem Fragilen-X-Syndrom als „Prototyp“ der Trinukleotiderkrankungen.

## Auszeichnungen (Auswahl)
- 1977 Fellow der Royal Society of Edinburgh[2]
- 1981 William Allan Award der American Society of Human Genetics[3]
- 1993 Fellow der Royal Society[4]
- 1998 Mitglied der Academy of Medical Sciences[5]
- 1999 Officer of the Order of the British Empire
- 2002 Ehrendoktorat der University of St Andrews
- 2009 Ausländisches Mitglied der National Academy of Sciences[6]
- 2011 March of Dimes Prize in Developmental Biology[7]